# 小舌擠喉音
小舌擠喉音（Uvular ejective）是輔音的一種，表示此音的國際音標（IPA）是⟨qʼ⟩。

## 特徵
小舌擠喉音的特徵包括：
- 調音方法是閉塞，也就是說通過阻礙空氣在聲道流動來調音。由於此輔音也是一個口腔輔音，故氣流被完全地阻塞住，而形成一個塞音。
- 調音部位是小舌，即是以舌根部位抵住小舌調音。

- 發聲類型是清音，意味着發音時聲帶並不顫動。
- 本輔音是口腔輔音（口音），表示調音時空氣只從口裡流出。
- 本輔音為中央輔音，調音時氣流在口腔的中央流過舌面，而不從兩側流過。
- 氣流機制是擠喉音，通過將聲門向上擠壓而將空氣排出。

## 出現於

### 一種變體
幾乎所有的東北高加索語系、南高加索語系與部分德內語支的語言都有一種小舌擠喉音，其他擁有此音的還有伊捷爾緬語、奇楚瓦語、艾馬拉語等。
- 伊捷爾緬語中，此音寫作ӄ'，如： [qʼilˀxt͡ʃ]（出發）。伊捷爾緬語是楚科奇－堪察加語系中唯一擁有此音的語言。[1]
- 喬治亞語中，此音寫作ყ，如： [tʼqʼavi] （皮膚、毛皮）。該語言中的軟顎擠喉音和濁軟顎塞音、清軟顎塞音形成對比[2]，但由於古格鲁吉亚语中的清小舌塞音和清軟顎擦音在現代喬治亞語已經合為一個音素，因此小舌擠喉音並沒有上述的對立。喬治亞語中的小舌擠喉音也可以被描述為小舌擠喉擦音 /χʼ/。
- 塔爾坦語（英语：Tahltan language）：許多小舌音已經和軟顎音合併，但仍有一些年老的使用者會使用小舌音[3]，如：[qʼaχaːdiː]（門）。
- 艾馬拉語：小舌擠喉音和送氣、不送氣清小舌塞音形成對比[4]。如：/qala/（岩石）、/qʼala/（全部）。

### 兩種變體
大部分薩利希語系語言，以及特林吉特語、阿迪格語和卡巴爾達語（西北高加索语系）擁有普通-唇音化等兩種對立的小舌擠喉音。
- 克拉勒姆語（英语：Klallam language）： [wəqʼəqʼ]（青蛙）； [sqʷʼuɴi(ʔ)]（頭）[5]。
- 列茲金語中，此二者分別寫作кь與кьв[6]，例如： [qʼaqʼan]（高的）； [qʷʼeχ] （腹股溝）。
- 北方海峽薩利希語中，根據薩尼奇語正寫法，此二者分別寫作K與K̴，例如： [qʼəjat͡ɬʼənˀ]（鼻涕蟲、蝸牛）； SK̴EḰĆES [sqʷʼəqʷt͡ʃəs]（紅越橘莓（英语：Huckleberry））

另外，阿克瓦克語的小舌擠喉音擁有緊張音和弛緩音的區別，例如：[qʼaː]（肉湯，弛緩音）[qːʼama]（雞冠，緊張音）。

### 三種變體
- 阿布哈茲語擁有普通、唇音化、顎音化等三種小舌擠喉音[7]，分別寫作ҟ、ҟь、ҟə，例如： [aqʼapʃ]（紅色）； [-t͡ɕʷʼqʲʼa]（真的、確實，為動詞後綴）； [aqʷʼa]（蘇呼米）。與喬治亞語相同，阿布哈茲語沒有非擠喉小舌塞音；歷史上曾經存在的送氣音都已經和相對應的擦音合併，但此對立卻被同屬西北高加索語系的阿巴扎語保留了下來。

### 五種變體
- 在尤比克語中，由於其過去式的後綴為/-qʼa/，因此普通小舌擠喉音是最常見的音素之一。但除了普通、唇音化、顎音化等三種擠喉音外，尤比克語尚有咽化、以及同時唇音化和咽化等兩種變體[8]。例如：[qʼaqʼa]（他說了）；[məqʲʼ]（小而圓的）；[qʷʼa]（奪取、把握）；[qˤʼaqˤʼ]（咀嚼）；[qʷˤʼa]（洞穴）。

| 語言         | 語言           | 詞彙                | IPA          | 意義 | 註釋                                         |
| ------------ | -------------- | ------------------- | ------------ | ---- | -------------------------------------------- |
| 阿巴扎語     | 阿巴扎語       | къапщы              | [qʼapɕə]     | 紅色 |                                              |
| 阿布哈茲語   | 阿布哈茲語     | аҟаҧшь              | [aqʼapʃ]     | 紅色 | 參見阿布哈茲語音系。                         |
| 阿迪格語     | 哈庫其阿迪格語 |                     | [qʼa]ⓘ       | 手   | 為方言音，對應到其他方言的[ʕ]音。            |
| 阿爾奇語     | 阿爾奇語       | къам                | [qʼam]       | 瀏海 |                                              |
| 艾馬拉語     | 艾馬拉語       | [manqʼa-]           | [manqʼa-]    | 吃   |                                              |
| 喬治亞語     | 喬治亞語       | ყრუ                 | [qʼru]       | 聾的 | 可參見喬治亞語、英語維基詞典上的發音與解釋。 |
| 明格列爾語   | 明格列爾語     | ორტყაფუ             | [ɔrt'q'apʰu] | 帶子 |                                              |
| 拉茲語       | 拉茲語         | მყოროფონი mqoroponi | [mq'ɔrɔpʰni] | 愛   |                                              |
| 斯凡語       | 斯凡語         | ჰა̈ყბა               | [häq'ba]     | 顎   |                                              |
| 海達語       | 海達語         | qqayttas            | [qʼajtʼas]   | 籃子 |                                              |
| 奇楚瓦語     | 奇楚瓦語       | q'illu              | [qʼɛʎʊ]      | 黃色 |                                              |
| 特林吉特語   | 特林吉特語     | k̲ʼateil             | [qʼʌtʰeːɬ]ⓘ  | 投手 |                                              |
| 瓦因納克什語 | 瓦因納克什語   | къийг               | [qʼiːg]      | 烏鴉 |                                              |

## 外部鏈結
- 在PHOIBLE上搜尋含有[qʼ]的語言